# Krzysztof Radzikowski
Krzysztof Radzikowski (Głowno, Polen, 18 augustus 1981) is een Pools professioneel Sterkste Man-deelnemer, aan zowel landelijke als internationale wedstrijden zoals de MHP Strongman Champions League, Giants Live en de Sterkste Man van de Wereld. Radzikowski won het algemeen klassement van de Strongman Champions League 2013, 2015 en 2019. Deze titel is vergelijkbaar met de Sterkste Man van de Wereld.

## Carrière
Radzikowski nam deel aan wedstrijden als de Sterkste Man van Polen, Wereldkampioenschap log lift, waar hij in 2012 als tweede eindigde en diverse andere wedstrijden. Hij is een grote concurrent van de log lift-kampioen Žydrūnas Savickas, die vanaf 2005 ongeslagen is.
Op 6 augustus 2011 won hij de Giants Live, die in Polen gehouden werd. Dit was de eerste belangrijke wedstrijd die hij won. Door deze overwinning mocht hij voor Polen uitkomen bij de wedstrijd Sterkste Man van de Wereld in 2011, waar hij niet door de voorrondes kwam.
In 2012 kwam hij wel door de voorrondes en behaalde hij de zesde plaats bij de Sterkste Man van de Wereld. Bij de steeds van land wisselende wedstrijd, Strongman Champions League, die ongeveer een keer per maand plaatsvindt, is Radzikowski vaak van de partij. In 2012 behaalde hij de derde plaats in Spanje.

## Strongman Champions League
Het jaar 2012 was een succesvol jaar voor Radzikowski, hij haalde wederom een derde plaats bij de Strongman Champions League, dit keer in  Martinique en hij werd tweede bij de Arnold Strongman Classic 2012, een wedstrijd met veel deelnemers vanuit de hele wereld.

### 2013
Dit jaar was het jaar van de winst voor Radzikowski. Begin 2013 won Radzikowski drie Strongman Champions League-wedstrijden, die onder de naam SCL Iceman Challenge IV werden gehouden. In het najaar van  2013 leidde Radzikowski nog steeds de Strongman Champions League (SCL), die naast elke individuele winnaar per wedstrijd, ook een winnaar heeft aan het eind van het seizoen. Žydrūnas Savickas ging hem soms voorbij, waarna Radzikowski hem weer inhaalde. Op 24 november 2013 wint Žydrūnas Savickas de SCL Maleisië, de laatste wedstrijd, maar behaalt niet genoeg punten om klassementsleider Radzikowski te verslaan.

#### Top 3
2013 SCL World Championships  (overall winner)
1. Krzysztof Radzikowski
2. Žydrūnas Savickas
3. Ervin Katona

### 2014 - 2019, enkele resultaten
- - Strongman Champions League, Polen, 2-3 augustus 2014
- - Strongman Champions League, Kroatië, 31 augustus 2015
- +  - Overall winnaar 2015, over 15 wedstrijden wereldwijd won Radzikowski de 2015 MHP SCL World Championships, behaald in Turkije (eerste SCL aldaar, die ook door Radzikowski gewonnen werd).
- +  - Overall winnaar 2019, wereldwijd, Strongman Champions League. Hij won dus het laatste event en had de meeste punten wereldwijd.

## Diversen
- - Arnold Strongman Classic, Rio de Janeiro, Brazilië. 30+31 mei 2015 (Brian Shaw won het goud).

## Powerlifting / Sterkste Man
- Bankdrukken - 300 kg, 1x[7]
- Squat - 390 kg, 1x
- Deadlift - 430 kg, 1x

### Log lift
- Wereldkampioenschappen log lift - 215 kg  (2e in 2012)

#### Overige Sterkste Man-records
- Dumbell shoulder press (met één hand), 100 kg, 9 reps, binnen 1 minuut en 15 seconden. (wereldrecord) - 31 augustus 2015, Kroatië (SCL)
- Op 17 oktober 2015 deed Radzikowski 24 reps bankdrukken met 145 kg. Hiermee komt hij op de tweede plaats bij 'World's strongest man Bodyweight Benchpress Challenge', waarbij men het eigen lichaamsgewicht zoveel mogelijk moet bankdrukken.[8] Radzikowski deed dit terwijl een bicepsblessure nog niet helemaal genezen was en hij twee maanden geen bankdrukoefeningen had gedaan.
- Op de slotwedstrijd van de Strongman Champions League 2015 (5 en 6 december) was er een onverwacht onderdeel dat alleen twee jaar voor dit evenement, in 2013, eerder gedaan werd. Het was  kogelstoten. Het gewicht was echter het dubbele vergeleken bij normaal kogelstoten voor heren, namelijk geen 16 lb, maar 32 lb (zo'n 14,52 kg). Radzikowski stootte (net als alle andere kandidaten onvoorbereid op dit onderdeel) 8,62 m uit vanuit de standstoot, wat meteen een wereldrecord was.[9]